# Space Invaders
Space Invaders (スペースインベーダー Supēsu Inbēdā?) är ett av de mest berömda arkadspelen. Varianter på spelet förekommer fortfarande i samlingar av enkla datorspel. Spelet programmerades av Tomohiro Nishikado 1978 med Taito som utgivare.

## Spelupplägg
Spelaren styr en kanon som alltid är längst ned på skärmen men kan glida i sidled åt höger och vänster. Från skärmens övre del kommer ett antal fientliga rymdmonster, Space Invaders, i rätblocksformation medan de rör sig fram och tillbaka i sidled och sakta åker nedåt på skärmbilden.
Spelarens måste skjuta alla angriparna innan någon av dem hunnit ned till botten av skärmen. Ju färre fiender som återstår, desto snabbare rör de sig, dock fortfarande med samma inbördes positioner som de hade när hela formationen först visade sig. Fienderna kan ibland skjuta tillbaka, men inte sikta. I vissa varianter av spelet har spelaren skydd i form av hus, men förstörs gradvis när de blir träffade av rymdmonstren eller spelarens skott.
Ryktet gör gällande att orsaken till den ökade accelerationen var att de ursprungliga spelmaskinerna inte hade processorkraft att flytta alla fiender med full hastighet, men allt eftersom fiender försvann blev det fler klockcykler över för de fiender som fanns kvar.

## Spel i serien
- Space Invaders
- Space Invaders Part II (1979)
- Return of the Invaders (1985)
- Majestic Twelve: The Space Invaders Part IV (1990)
- Space Invaders DX (1994)
- Akkan-vaders (1995)
- Space Invaders Extreme (2008) Nintendo DS, Playstation Portable.

### Fotnoter
1. ↑  Kevin Bowen. ”The Gamespy Hall of Fame: Space Invaders”. GameSpy. Arkiverad från originalet den 8 april 2008. https://web.archive.org/web/20080408152913/http://archive.gamespy.com/legacy/halloffame/spaceinvaders.shtm. Läst 27 januari 2010.